# Султан Султанмамет
Султанмамет (каз. Сұлтанмәмет), Султанбет (каз. Сұлтанбет) або Султанмухамед (каз. Сұлтанмұхамед) (1710 — 1794) — правитель найбільших родових об'єднань Казахського ханства і претендент на трон на курултаї 1781 року, дипломат і батир. Керував ополченням і обороною Казахського ханства в Приіртишші. Був вправним дипломатом, який вів переговори з Російською імперії, Китаєм, Джунгарією. Чингізид, впливовий султан, двоюрідний брат і соратник Абу аль Мансур Аблай хана. У російських джерелах відомий як Султанмамут, Султанмамет. Його батько Джангір, він же онук канишера Абилая.

## Біографія
Народився на початку XVIII століття. Допоміг відстояти цілісність Казахського ханства під час джунгарської навали на казахські землі. Помер у віці 84 років, наприкінці XVIII століття.

## Уряд на трон і відмова
Після смерті Аблай хана 1781 року на з'їзді курултай, йому запропонували стати ханом усіх трьох жузів і взяти правління на себе, однак він відмовився прийняти гідність хана пославшись на свій вік, за попередніми даними йому тоді було за 70. Це доводить його високу порядність і прихильність до степової демократії.

## Смерть і місце поховання
За попередніми даними він помер наприкінці XVIII століття, у віці 80 років. Існують 2 версії про місце його поховання:
- Перша — він був похований у мавзолеї Ходжі Ахмеда Ясаві;
- Друга версія, що його могила знаходиться в Павлодарі.

## Нащадки та сини
За архівними джерелами у нього було 17 синів, які продовжили батьківську справу:
- Урус султан керував басентинівською волостю,
- Тортан — жаримбеткіпчакською,
- Укібай — кизилгакслетинською,
- Ботагоз — кулатайкипчакською,
- Матай — актилеською,
- Култай — сагалкіпчакською,
- Кулшик — жолабакипчакською,
- Караш — кулатайкипчакської
- Шаншар — айтей-басентинською волостю в Приіртишші